# درايفر (لعبة فيديو)
درايفر(بالإنجليزية: Driver)‏ والمعروفة باسم درايفر: يو آر ذا وايلمان (Driver: You Are the Wheelman) في الولايات المتحدة,هي لعبة فيديو أكشن و قيادة . متوفرة على أجهزة بلاي ستيشن والحاسوب الشخصي وويندوز,وتم تطويرها من قبل شركة ريفلكشنز إنتراكتيف، وقام بنشر اللعبة كل من جي تي إنتراكتيف ويوبي سوفت في عام 1999. هذا الجزء حقق أفضل المبيعات في سلسلة درايفر .

## القصة
يتحكم اللاعب بشخص اسمه جون تانر (John Tanner) و هو كان قديماً سائقاً لسيارات السباق والذي تحول لاحقاً إلى محقق شرطة متخفي . و تدور أحداث القصة في أربعة مدن سان فرانسيسكو ، ميامي ، لوس أنجلوس ونيويورك . في التدريب قبل البدء في عملية التخفي يتحدث تانر والملازم ماكنزي (McKenzie) عن شخص اسمه روفوس (Rufus) ، و لكي يجدوا مزيداً من المعلومات عنه كان يجب على تانر التخلي عن حالته كشرطي ويعمل متخفياً . كان يجب على تانر أن يثبت لمجموعة من رجال العصابات أنه يستطيع أن يقوم بمهام من أجلهم من خلال استعراض مهاراته في القيادة، النجاح في هذا يعني الوصول أول مهمة في مدينة ميامي .

## معرض الصور

القائمة الرئيسية للعبة
لقطة من داخل اللعبة

## روابط خارجية
- درايفر على موقع IMDb (الإنجليزية)